# Ліанкурові скелі
Ліанкурові скелі або Скелі Ліанкура (англ. Liancourt Rocks) — група скелястих островів у Японському морі, на кордоні між Японією та Південною Кореєю. Названі на пам'ять про французьке китобійне судно «Le Liancourt», що зазнало аварії біля цих скель. Складаються з 2 великих та 35 малих островів. Загальна площа усіх островів становить 0.18745 км². Найвища точка — 169 м.
Острови є предметом територіальної суперечки між Республікою Корея та Японією. Адміністративний контроль над островами здійснює корейський уряд. Японська сторона вважає їх окупованими і вимагає повернення.
Корейська назва скель — Токто або острови Ток (кор. 獨島, 독도, «одинокі острови»); японська назва  — Такеші́ма або острови Таке (яп. 竹島, たけしま, «бамбукові острови»).
На островах розташовані пости берегової охорони Республіки Корея та корейської поліції.
За корейським адміністративним поділом острови належать до села Токто, повіту Уллин, Північної провінції Кьонсан. За японським поділом острови є частиною повіту Окі префектури Сімане. Основна суперечка між країнами ведеться за багаті рибні запаси і запаси природного газу, розташовані в окрузі островів.

## Історія

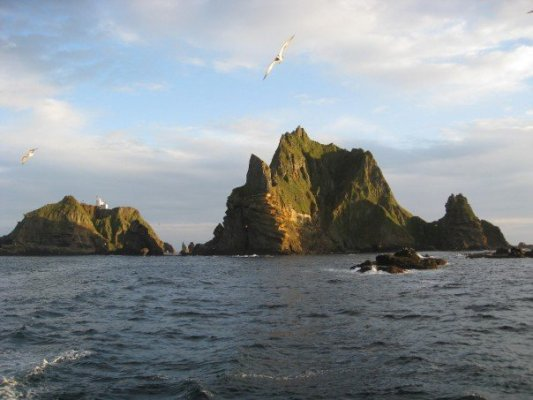
Ліанкурові скелі.

Західний (Чоловічий) острів (ліворуч) і Східний (Жіночий) острів (праворуч)

Розташування Ліанкурових скель

У 1452 році, в національному документі Королівства Чосон говорилося: «Два острови — Усан (Ліанкурові скелі) і Мурунг (острів Уллунг) — знаходяться недалеко один від одного, і його можна побачити з іншого боку, якщо погода буде ясна».
29 березня 1877 року Велика державна рада Японської імперії проголосила японський суверенітет над Ліанкуровими скелями. 25 жовтня 1900 року уряд Корейської імперії заявив про приналежність скель корейській стороні.
28 січня 1905 року японський уряд перейменував Ліанкурові скелі на «Бамбукові острови» (Такешіма) й перепорядкував їх управлінню Окі префектури Шімане. 3 травня, напередодні Цушімської битви в ході японсько-російської війни, того ж року влада префектури здійснила заміри території островів. Після війни, згідно з японсько-корейським договором від 17 листопада 1905 року, Корея прийняла протекторат Японії, а 1910 року була остаточно анексована.
24 квітня 1939 року Ліанкурові скелі увійшли до складу японського села Ґока префектури Шімане. Проте 17 серпня 1940 року вони були вилучені з підпорядкування префектурній владі й передані Міністерству флоту Японії для облаштування військово-морської бази. Після поразки японців у Другій світовій війні, 1 листопада 1945 року, Ліанкурові скелі перейшли з військового відомства під контроль Міністерства фінансів Японії.
29 січня 1946 року згідно з указом № 677 Верховного командування союзників (SCAPIN) японський суверенітет над Ліанкуровими скелями було тимчасово призупинено. 22 червня того ж року окупаційна влада встановила так звану Лінію Макартура, згідно з якою японським рибалкам було суворо заборонено наближатися до островів на відстань до 13 миль. В червні 1947 року, на вимогу американської сторони, японська влада видала брошуру «Малі острови, розташовані поряд із власне Японією» (Minor Islands Adjacent Japan Proper), в якій зазначалося, що Ліанкурові склелі є японською територією.
20 серпня 1947 року корейське гірське товариство провело обстеження островів. Проте 16 вересня того ж року Верховне командування союзників визначило Ліанкурові скелі як місце для тренувальних бомбардувань армії США. 8 червня 1948 року під час навчань американські B-29 скинули в район островів бомби, в результаті чого було вбито і поранено 24 корейські рибалки. У відповідь 5 серпня того ж року південнокорейське Патріотичне товариство старійшин подало петицію генерал Макартуру, в якій зазначалися претензії на Ліанкурові скелі. Але американський уряд відмовився розглядати їх, бо вважав острови японськими. Саме ця позиція американців лягла в основу проекту Сан-Франциського мирного договору з Японією наприкінці 1949 року. Незважаючи на це, 8 червня 1950 року корейська сторона самовільно встановила на Ліанкурових скелях пам'ятну стелу на честь загиблих співгромадян.
25 червня 1950 року спалахнула Корейська війна. Верховне командування союзників в Японії видало указ № 2160, згідно з якими Ліанкурові скелі знову визначалися як місце для військових тренувань американської авіації. 9 вересня 1951 року Японія підписала Сан-Францискський мирний договір, проте не відмовлялася від островів.
18 січня 1952 року південнокорейський уряд Лі Синмана односторонньо проголосив встановлення так званої «лінії Лі», за якою Ліанкурові скелі включалися до складу Республіки Корея. Офіційний Токіо висловив протест з цього приводу, але корейська сторона заявила що продовжує політику Верховного командування союзників від 1946 року. Американська армія в особі генерала Макартура не змогла владнати суперечку, але 26 липня 1952 року, згідно з заявою японсько-американського комітету, подовжила за Ліанкуровими островами статус місця тренувань авіації США. 4 грудня того ж року корейці заявили американцям протест, а 12 січня 1953 року, за наказом Лі Синмана, розпочали арешти японських рибалок, що плавали в районі островів.
В березні 1953 року японсько-американський комітет переніс тренувальну базу з Ліанкурових скель. Одразу ж після цього, 20 квітня, корейська сторона вислала до них військовий «загін оборони Токто», які влаштували там свою базу. У відповідь 27 червня японська берегова охорона та влада префектури Шімане також висадилися на островах, де встановили пам'ятну табличку «Японія, префеткура Шімане, повіт Окі, село Ґока» й прогнали 6 корейських рибалок. 12 липня того ж року корейські військові обстріляли човни японської берегової охорони і почали мілітаризацію Ліанкурових скель. Японія заявила протест корейській стороні, але та відхилила його, назвавши «втручанням у внутрішні справи». 21 листопада 1954 року корейці знову обстріляли японські кораблі в районі Ліанкурових скель.
10 вересня 2012 року президент Республіки Корея Лі Мьонбак відвідав Ліанкурові скелі. Це був перший візит такого рангу на острови. Він відбувся з метою підняття рейтингу Лі Мьонбака, що знизився напередодні наступних президентських виборів через корупційні скандали, до яких були причетні його брат та наближені. У відповідь Японія тимчасово відкликала свого посла з Республіки Кореї Муто Масатоші, а японський міністр закордонних справ Ґемба Коїчіро висловив протест щодо незаконних відвідин корейським президентом японської території. Японська сторона вперше за всю історію територіальної суперечки звернулася до Республіки Корея з проханням подати спільний позов Міжнародного суду для остаточного врегулювання проблеми. Проте корейська сторона відмовилася, щоби не дати ходу справі, і звинуватила японську в ескалації конфлікту довкола корейського острова.